# Alexander Pusch
Alexander Pusch (* 15. května 1955 Tauberbischofsheim, Německo) je bývalý západoněmecký sportovní šermíř, který se specializoval na šerm kordem.
Západní Německo reprezentoval v sedmdesátých a osmdesátých letech. Na olympijských hrách startoval v roce 1976, 1984 a 1988. O účast na olympijských hrách v roce 1980 ho připravil bojkot. Při své premiérové účasti na olympijských hrách v roce 1976 získal v soutěži jednotlivců zlatou olympijskou medaili, kterou navázal na titul mistra světa ze soutěže jednotlivců z roku 1975. V roce 1978 vybojoval druhý titul mistra světa a v roce 1983 se stal mistrem Evropy. Se západoněmeckým družstvem kordistů získal v roce 1984 zlatou olympijskou medaili a v roce 1985, 1986 získal s družstvem kordistů titul mistra světa.